# Křížová cesta (Vratislavice nad Nisou)
Křížová cesta ve Vratislavicích nad Nisou, městské části Liberce, se nachází na vnější zdi kostela Nejsvětější Trojice.

## Historie
Křížová cesta se nachází na vnější stěně kostela Nejsvětější Trojice. Je tvořena kapličkami, které pocházejí z roku 1779. Kapličky byly obnoveny a doplněny reliéfními skupinami roku 1830.